# Запис орах код трафоа (Опарић)
Запис орах код трафоа (Опарић) се налази на парцели чији је власник ЈП "Путеви Србије".

## Локација
| Општина             | Рековац                                               |
| Катастарска општина | Опарић                                                |
| Потес               | Село                                                  |
| Координате          | 43° 44′ 59″ С; 21° 07′ 13″ И / 43.7498° С; 21.1204° И |
| Надморска висина    | 298m                                                  |

## Карактеристике
Дендрометријске вредности утврђене на терену и сателитским снимцима:
| Стабло                     | Орах |
| Висина стабла              | m    |
| Обим дебла                 | m    |
| Пречник крошње             | 8m   |
| Пречник дебла              | m    |
| Висина дебла до прве гране | m    |

## База записа
Запис је у оквиру Викимедија пројекта "Запис - Свето дрво" заведен под редним бројем 0389.